# 파우스트 (2011년 영화)
《파우스트》는 알렉산드르 소쿠로프 감독의 2011년 러시아 영화이다. 19세기를 배경으로 파우스트 전설과 요한 볼프강 폰 괴테, 토마스 만의 문학을 각색하여 자유롭게 해석한 작품이다. 영화의 대사는 독일어로 이루어져있으며 영화는 제68회 베네치아 국제 영화제에서 황금사자상을 수상했다.

## 출연

### 주연
- 요하네스 제일러
- 안톤 아다신스키
- 이솔다 디차우크
- 게오르그 프리드리히
- 한나 쉬굴라
- 안톤 모놋 주니어
- 조엘 커비

## 기타
- 원작자: 유리 아라보프
- 미술: 예레나 주코바